# Mil·liari d'Or
El Mil·liari d'Or (en llatí: Milliarium aureum o Miliarium Urbis) és un petit monument simbòlic situat al Fòrum Romà que marca el quilòmetre zero de l'Imperi romà. Se suposa que assenyala l'origen de totes les carreteres que s'irradien per l'imperi i indica les distàncies entre Roma i les principals ciutats de províncies.

## Situació
Segons Plini el Vell i Tàcit, el mil·liari es troba a prop del Temple de Saturn, a la zona occidental del Fòrum amb vistes a la resta de l'esplanada (sub aedem Saturni et in capite Romani fori). Les restes d'una estructura circular de formigó desenterrades durant les recerques del 1959 podrien correspondre als fonaments del mil·liari. Llavors estaria situat a la cantonada sud-oest dels Rostres imperials, adjacent a l'inici dels graons que formen un hemicicle.

## Funció
Segons Plutarc, la funció principal del monument quan es va construir era marcar el punt de convergència de les carreteres de la península Itàlica, permetent així mesurar les distàncies no des de la Muralla Serviana sinó des del Fòrum, el centre polític i religiós de la capital.  La funció simbòlica de centre de tota la xarxa viària de l'imperi se li podria haver atribuït més tard.

## Història
El monument, el va erigir August l'any 9 abans de la nostra era, com a superintendent de la xarxa viària imperial (cura viarum), un càrrec que havia ocupat des del 20 ae.

## Descripció
El monument havia de tenir forma d'una fita de marbre amb plaques gravades o lletres de bronze daurat. No és pas cert que els noms de les principals ciutats romanes i la distància a Roma estiguessen inscrits al mil·liari, cap font antiga ho corrobora. Això és més aviat una projecció del que es podria observar en altres fites de l'imperi. Segons la descripció de Cassi Dió, el mil·liari podria dur els noms de les principals vies que eixien de Roma i els noms dels curatores viarum nomenats per August, responsables del manteniment de les vies.
Les restes hui assenyalades amb la inscripció Milliarium aureum no pareixen correspondre a les del monument. La secció de l'entaulament circular amb un fris de palmetes correspon a un diàmetre equivalent al de l'Umbilicus Urbis Romae, massa gran per a un mil·liari, tret que fos de dimensions colossals.